# 臺灣中部地區選舉地理

國家發展委員會定義的台灣中部地區範圍

依據國家發展委員會國土區域離島發展處所擬訂之「台灣地區綜合開發計畫」，台灣中部地區選舉地理包括苗栗縣、台中市、彰化縣、南投縣及雲林縣等五個縣市，統稱「中臺灣」。本區已達580萬以上人口，其中臺中市為區域中心城市，亦是全國人口第二多縣市。
在2000年中華民國總統大選後，台灣媒體開始提出「南綠北藍」的說法，而介於過渡地帶的中部，則因為候選人支持意向易變動，歷次大選各政黨皆以「決戰中台灣」為口號。

## 概論
台灣中部地區各縣市現階段的藍綠基本盤及選民結構：
| 藍綠偏向       | 直轄市／縣市 | 泛綠 | 泛藍 | 現時直轄市／縣市執政黨（2022年） | 現時區域立法委員（2024年）    |
| -------------- | ------------ | ---- | ---- | -------------------------------- | ----------------------------- |
| 泛藍基本盤極高 | 苗栗縣       | 38%  | 62%  | 無黨籍                           | 中國國民黨1席 · 無黨籍1席泛藍 |
| 泛藍優勢選區   | 南投縣       | 44%  | 56%  | 中國國民黨                       | 中國國民黨2席                 |
| 藍綠勢均力敵   | 臺中市       | 49%  | 51%  | 中國國民黨                       | 民主進步黨2席 · 中國國民黨6席 |
| 藍綠勢均力敵   | 彰化縣       | 50%  | 50%  | 中國國民黨                       | 民主進步黨3席 · 中國國民黨1席 |
| 泛綠優勢選區   | 雲林縣       | 56%  | 44%  | 中國國民黨                       | 民主進步黨1席 · 中國國民黨1席 |

## 苗栗縣

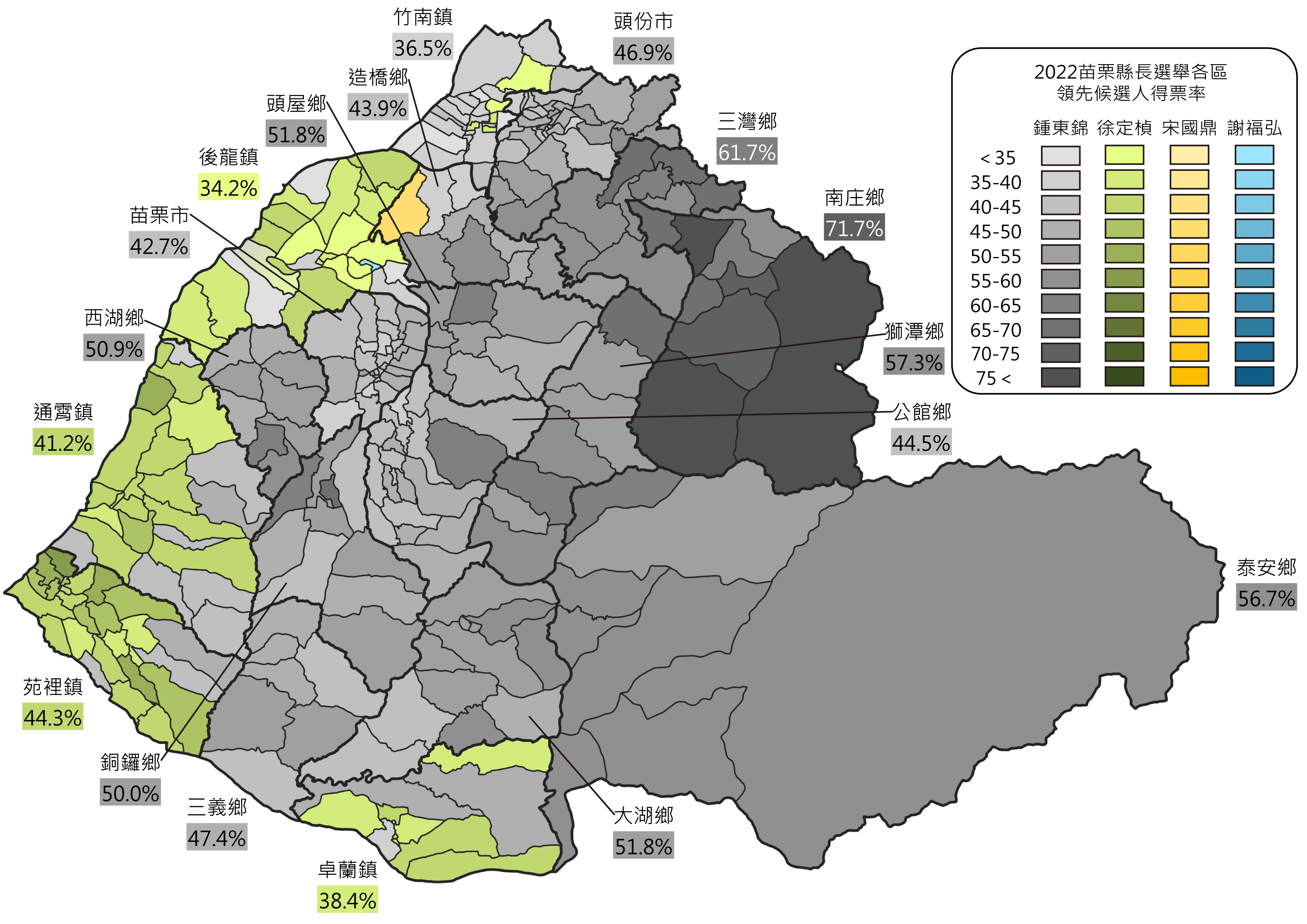
2022年苗栗縣縣長選舉得票分布

2022年苗栗縣議會席次分布

### 選民結構及政治勢力
苗栗縣位於台灣中北部，境內山多平原少，有「山城」之雅號。該縣早期經濟活動以農牧業為主，唯近年隨著工商業發展迅速，產業結構已有明顯改變。以往苗栗縣的政治勢力為藍強綠弱，亦是臺灣西部地區唯一綠營未曾執政過的縣市，過去藍綠比約為65:35，但近期已呈現6:4的情況。雖然以往泛藍基本盤較高，但在過去各項選舉常因派系紛爭而分裂，也因此，解嚴後的苗栗縣亦曾連續12年由無黨籍政治人物主政。
族群分布上，苗栗縣的客家人佔比約為全縣總人口的七成左右，為客家大縣，早期曾經長期皆由客家人執政，此現象直至2005年由中國國民黨提名的時任立委劉政鴻所打破。就地區而言，苑裡為該縣綠營優勢區，通霄、卓蘭則是藍綠勢均力敵，其餘地區皆為藍營優勢區，尤其在西湖、獅潭、南、泰安擁有絕對優勢，苗栗、頭份、頭屋、造橋、公館、銅鑼、三義、三灣、大湖則為藍營鐵票倉。

### 歷年選情
自1950年代實施地方自治以來，苗栗縣長期均由國民黨執政，這種局面直到1993年縣市長選舉時，才由時任劉派立委何智輝以無黨籍的身份，得票領先由國民黨提名參選連任縣長的張秋華。在1997年縣市長選舉時，黃派成員傅學鵬也以無黨籍的身份，得票領先當時前一次以無黨籍參選、後來是次由國民黨提名參選連任縣長的何智輝。而在2001年縣市長選舉中，時任縣長傅學鵬獲得親民黨推薦，得票領先藍綠兩黨的候選人，高票連任縣長。
傅學鵬雖為親民黨，但在2005年縣市長暨縣市議員選舉時選擇「傅綠合作」，由民進黨提名傅門下、曾為國民黨籍的時任苗栗市市長邱炳坤出戰，國民黨則提名河洛化道卡斯族的時任立委劉政鴻參選。此外，當時先以無黨籍登記、後獲親民黨補提名的傅系立委徐耀昌也加入參選，並獲得卸任立委何智輝的支持。最後，由於客家與傅系的兩方票源分散，加上劉政鴻成功的引用「族群融合」及「海線大團結」等策略，鬆動了綠營在海線的票倉，致使劉政鴻最後以近五成但未過半的票數領先其他候選人，成為苗栗縣第一位河洛化平埔道卡斯族苗栗縣縣長，國民黨也因此將失守12年的苗栗縣成功收回政權。
在2008年立法委員選舉時，國民黨提名的候選人皆在苗栗縣境內的兩個選區成功當選，其中第一選區（海線）的李乙廷以近六成票數，領先由民進黨提名參選連任的杜文卿，第二選區（山線）則報准當時已由親民黨轉加入國民黨的徐耀昌與原先已被開除黨籍的何智輝等兩人同時參選，最後兩人個別的票數均明顯領先由民進黨提名的時任苗栗縣議員詹運喜，兩人總和票數囊括八成餘選票。而在同年的總統選舉中，國民黨的候選人馬英九在苗栗縣也獲得超過七成的票數。之後在同年的12月，李乙廷因在競選立委期間曾於當地廟宇捐香油錢，遂遭法院認定涉賄而被判當選無效。之後於2009年立法委員補選中，時任無黨籍的竹南鎮鎮長康世儒獲得民進黨的支持，以1,600多票之差領先由國民黨提名的李乙廷夫人陳鑾英。
在2009年縣市長暨縣市議員選舉時，國民黨再度提名時任苗栗縣縣長劉政鴻以尋求連任，而民進黨則在選舉登記截止前，徵召時任民進黨客家部主任楊長鎮參選。最後，劉政鴻以六成的票數順利連任。
在2012年總統選舉中，馬英九在苗栗縣獲得六成四的選票。而在同日舉行的立法委員選舉中，國民黨提名的候選人皆在苗栗縣境內的兩個選區成功當選。
在2014年九合一選舉時，國民黨提名時任苗栗縣山線立委徐耀昌參選縣長，而已卸任竹南鎮鎮長與苗栗縣海線立委的無黨籍人士康世儒表態參選，並尋求再與民進黨合作，但最終合作破局，時任民進黨不分區立委的吳宜臻宣布參選。最後，徐耀昌以近五成但未過半的票數領先其他候選人而當選縣長。
在2016年總統選舉中，民進黨的候選人英仁配（蔡英文、陳建仁）在苗栗縣獲得四成五的選票，國民黨的朱玄配（朱立倫、王如玄）僅在苗栗縣獲得三成八的選票，而親民黨的宋瑩配（宋楚瑜、徐欣瑩）則在苗栗縣獲得一成七的選票，此次是民進黨歷年在苗栗縣的最高得票率。不過在同日舉行的立法委員選舉中，苗栗縣境內的兩個選區仍由國民黨提名的候選人當選連任。
在2018年九合一選舉時，國民黨再度提名時任的苗栗縣縣長徐耀昌以尋求連任，民進黨則支持時任頭份市市長的無黨籍人士徐定禎。最後，徐耀昌以五成七的票數成功連任縣長。而在同日的縣市議員選舉中，國民黨獲得14席，民進黨獲得4席，時代力量則獲得2席。在同年年底的縣議會議長與副議長選舉中，由國民黨的鍾東錦與李文斌拿下正副議長的職位。
在2020年總統選舉中，國民黨的候選人韓張配（韓國瑜、張善政）在苗栗縣以勉強過五成的選票，領先民進黨的蔡賴配（蔡英文、賴清德）與親民黨的宋余配（宋楚瑜、余湘）。在同日舉行的立法委員選舉中，苗栗縣境內的兩個選區仍由國民黨提名的候選人當選連任。
在2021年四大公投中，泛藍所主張的同意，大勝泛綠所主張的不同意約24個百分比。(四項平均)
在2022九合一選舉時，國民黨提名已卸任行政院農委會農水署苗栗管理處處長的謝福弘參選縣長，而原為國民黨籍的時任苗栗縣議會議長鍾東錦則脫黨參選，民進黨則再度提名徐定禎參選，時代力量也提名時任苗栗縣議員的宋國鼎參選。最後，鍾東錦以四成二的票數領先其他候選人而當選縣長。而在同日的縣市議員選舉中，無黨籍（當中多為支持鍾東錦而改掛無黨籍參選的國民黨人士）獲得最多席次（23席），國民黨與民進黨個別獲得7席，時代力量則獲得1席。而在同年年底的縣議會議長與副議長選舉中，原為國民黨籍但以無黨籍報備參選的李文斌與國民黨籍的張淑芬分別當選苗栗縣議長與副議長。

## 台中市

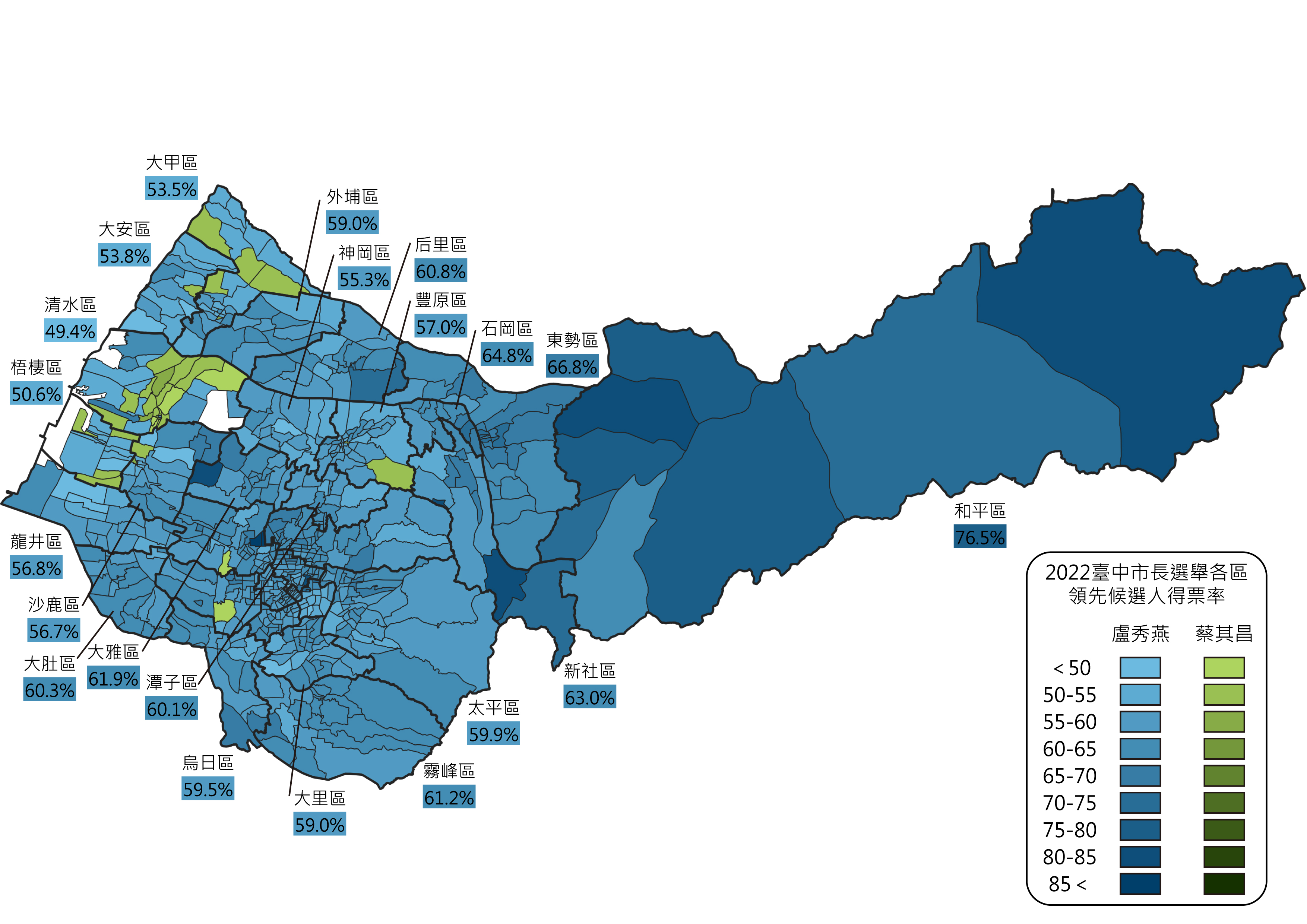
2022年台中市市長選舉得票分布

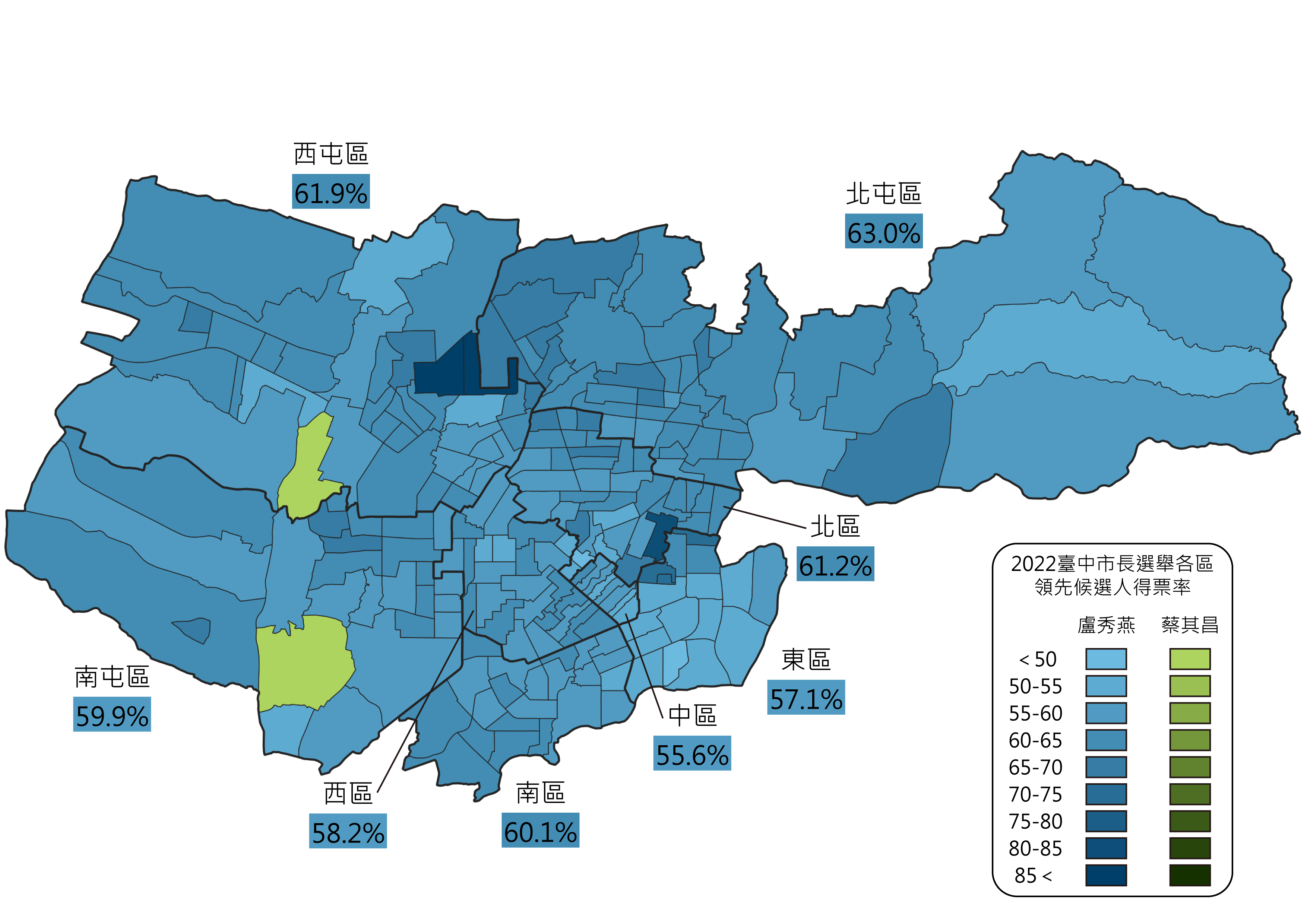
2022台中市市長選舉得票分布（原市區部分）

2022年台中市議會席次分布

### 選民結構及政治勢力
臺中市為台灣中部地區的政經、文化與交通中心，於2010年底由原臺中縣與臺中市合併改制而成，早期當地文風鼎盛，有「文化城」之雅稱。精省前，臺灣省政府曾在大臺中地區投入大量建設，其中原臺中市早期更曾被視為「省府大門」，使其享有大量資源與全省級的建設，包括原臺中縣地區的臺灣省議會、臺灣省農會、臺灣省立交響樂團，原臺中市地區的臺灣省立臺中圖書館、臺灣省立美術館。
臺中市的政治情勢曾由泛藍佔有優勢，早期泛藍領先泛綠約10個百分點左右，現今則呈藍綠勢均力敵的情況，而在總統大選方面，臺中市的藍綠得票率皆與全國得票率差距不到2個百分點，約在1個百分點上下，被視為總統大選的指標縣市。就地區而言，外埔、大雅、石岡、東勢、北屯、西屯、南屯、北區為該市藍營優勢區，在和平則擁有絕對優勢；大安、清水、大里、烏日、神岡、豐原、中區、東區為綠營優勢區，其餘地區則皆搖擺不定。
原縣區
在2010年縣市合併前，由於原臺中縣是傳統農業縣，加上長年紅黑兩派組織根深柢固，因此早期曾是泛藍的基本盤。至1990年代後，第三勢力「楊派」曾一度崛起，致使該縣政治版圖呈現三分天下的情勢，但其後隨著掌門人楊天生於2004年立委選舉的敗選，楊派已逐漸淡出政壇。就地區而言，海線屬黑派地盤，山線則屬紅派勢力範圍，而屯區早期是省府軍公教鐵票區，也曾是楊派經營較深的地區。
原市區
原臺中市早期由於經濟與都市化的發展，地方派系多變且流動性高，也長期孕育黨外勢力的成長。在政治生態方面，該市早期由張、賴、廖、何等4大派系主導，其中張、賴、廖等3派與泛藍長年維持密切的關係，而何派則傾向與黨外勢力結合。不過隨著大量外來人口的流入、新興社區的興起，該市傳統地方派系也漸漸式微，轉由政黨、理念主導當地選舉。在2010年縣市合併前，原臺中市市長雖然多為泛藍人士，但執政權卻曾經數度在泛藍、黨外與泛綠之間輪替，且因種種因素，自1950年至1951年縣市長選舉以來，多數市長均未能連任，甚至在其後60年期間，臺中市總共產生15位市長，其撤換率之高在全國相當少見。

### 歷年選情

#### 縣市合併前：原縣區
在1990年代以前，原臺中縣長期均由國民黨紅、黑兩派輪流主政。直到1997年縣市長選舉時，由於泛藍未能整合成功，最後由民進黨提名的廖永來當選縣長。而在2001年縣市長選舉時，國民黨提名的黃仲生以四成九的得票領先尋求連任的廖永來。在2004年總統選舉中，因為種種效應，引致民進黨票數過半，並首次超越泛藍的票數。而在同年所舉行的2004年立委選舉中，泛綠陣營藉總統大選的餘威，於臺中縣提名多位候選人，最終因高額提名以致票源分散而使泛藍席次過半。
在2005年縣市長暨縣市議員選舉中，國民黨提名時任縣長黃仲生參選連任，民進黨則提名時任立委兼任陸委會副主委的邱太三參選縣長，最後由黃仲生以五成九的票數成功連任。在2008年立法委員選舉中，國民黨提名的候選人皆在臺中縣境內五個選區中的四個選區成功當選，而第二選區（沙鹿、龍井、大肚、烏日、霧峰）亦由獲國民黨支持、無盟提名的顏清標當選。而在同年的2008年總統選舉中，馬英九在臺中縣獲得五成九的票數。其後於2009年的10月，江連福（第三選區，太平、大里）因在競選立委期間涉嫌賄選，遂被法院宣判當選無效。之後在2010年立委補選中，由民進黨提名的簡肇棟以五成五的的票數當選。

#### 縣市合併前：原市區
在1980年代以前，原臺中市由黨外人士與國民黨張、賴兩派輪流主政。相較於縣區在1997年才首度出現非國民黨縣長，臺中市早在1950年－1951年中華民國縣市長選舉時，便有由黨外律師楊基先當選市長的案例。其後在1968年縣市長選舉時，因違紀參選而被國民黨開除黨籍的無黨籍林澄秋得票領先國民黨提名的候選人，而在之後1977年縣市長選舉中，黨外人士曾文坡得票也領先國民黨的候選人。到1980年代時，國民黨為取回執政權而改變提名策略，培養無派系背景的青年候選人，在1981年縣市長選舉中，由國民黨提名的林柏榕以五成六的票數領先尋求連任的黨外市長曾文坡，展開了黨內林柏榕與張子源之間互相競爭四屆十六年的任期。
而在1997年縣市長選舉中，時任民進黨籍省議員張溫鷹在藍綠雙方皆處於分裂的狀態下，憑著雄厚基層實力，以五成的票數當選。但在2001年縣市長選舉中，有意尋求連任的張溫鷹因在黨內初選落敗而決定脫黨參選，民進黨提名立委蔡明憲參選，而國民黨則提名前外交部長胡志強。最後因為泛綠內部分裂，加上胡志強自總統大選後，便到台中市積極準備選舉，故胡志強得以票數領先原本民調領先的蔡明憲，並在泛綠總得票率仍然過半的狀態下當選。而在2004年總統選舉中，連戰在台中市以五成三的得票率領先。
在2005年縣市長暨縣市議員選舉中，雖然泛藍內部出現了分裂的情形，但由於扁政府中央對胡志強過度攻擊、親民黨候選人沈智慧遭邊緣化等因素之下，胡志強最終以將近九萬票的優勢連任市長。在2008年立委選舉中，國民黨提名的候選人在台中市境內的三個選區均成功當選。而在同年的2008年總統選舉中，馬英九在台中市取得了六成的票數。

#### 縣市合併後
在2010年直轄市長暨市議員選舉中，國民黨提名時任台中市市長胡志強參選連任，民進黨則徵召前內政部部長蘇嘉全空降參選。而在競選過程中，雖然外界普遍看好胡志強當選，但由於蘇嘉全在半年期間內馬不停蹄勤跑基層，兩人之間民調差距也隨著選戰逼近急速縮小，選情相當緊繃。最後，胡志強以三萬多票、兩個百分點的微幅差距險勝連任。不過同時，蘇嘉全亦在原台中縣拿下過半票數。同日的2010年中華民國直轄市市長暨市議員選舉中，國民黨贏得二十七席，民進黨二十四席，台聯、親民黨各一席，而其餘十席則由無黨籍人士取得。
在2012年中華民國總統大選中，馬英九在台中市以五成二的得票率領先。同日的2012年中華民國立法委員選舉，台中市八席區域立委中，國民黨贏得四席，民進黨三席，無盟一席。
2014年九合一選舉中，國民黨提名胡志強三度競選連任，民進黨則由前新聞局長林佳龍二度上陣。由於胡志強決定連任的時間太晚，又有做太久而建設太慢而屋價依然高漲的批評，且胡志強新推出的「台中市快捷巴士」BRT又引來班次過少占用車道爭議。加上馬政府中央政績欠佳；林佳龍以21萬票差距勝出。相隔13年後台中市再度變成綠地。而林氏也創下民進黨在台中地區的最高得票率及得票數。
在2016年總統選舉，英仁配在臺中市以五成五的票數領先，朱玄配得票率三成，而宋瑩配亦有一成五的票數。而在同日舉行的立委選舉，臺中市八席區域立委中，民進黨贏得四席，國民黨三席，時代力量一席。
在2018年九合一選舉，立委盧秀燕以些微差距贏得國民黨初選，並順利整合黨內初選對手江啟臣，砰擊空污現象，時任民進黨籍市長林佳龍則因空污問題，中央政府不得民心，韓國瑜韓流衝擊落選。盧最終以82萬餘票領先林61萬餘票。市議會選舉國民黨在65席中獲得32席和正副議長，民進黨25席，親民黨1席。盧的立委缺額則於2019年臺中市第五選舉區立法委員缺額補選由國民黨籍沈智慧保住該席次。
而到了2020年中華民國總統副總統及立法委員選舉，綠營的蔡賴配在臺中市以五成七的票數領先藍營的韓張配（三成八）與宋余配（5%）。而一同舉辦的立委選舉，臺中市八席區域立委中，民進黨取得五席、國民黨兩席、台灣基進一席，其中值得注意的是藍營搶回第三（潭雅神后）選區，但失去由泛藍長期勝選的第五（北北屯）與第二（沙龍大烏霧）選區。2021年臺中市第二選舉區立法委員陳柏惟罷免案因通過以致台灣基進失去唯一一席立委，但隨後於隔年缺額補選由民進黨籍林靜儀當選，守住該地泛綠席次。
在2021年四大公投中，泛藍所主張的同意，大致上與泛綠所主張的不同意打成平手。
台中市在歷屆大選中，被視為類似美國的搖擺州。近年選舉，在2014年市長選舉綠營林佳龍贏藍營21萬票、2016年總統大選綠營贏泛藍陣營15萬票、2018年市長選舉藍營盧秀燕反贏林佳龍21萬票、2020總統大選，綠營蔡英文又大贏藍營32萬票、2022年市長選舉盧秀燕在全市29行政區皆領先的優勢下大勝綠營對手蔡其昌27萬票。選舉意向擺動明顯，被視為贏得大選的關鍵地區。

## 彰化縣

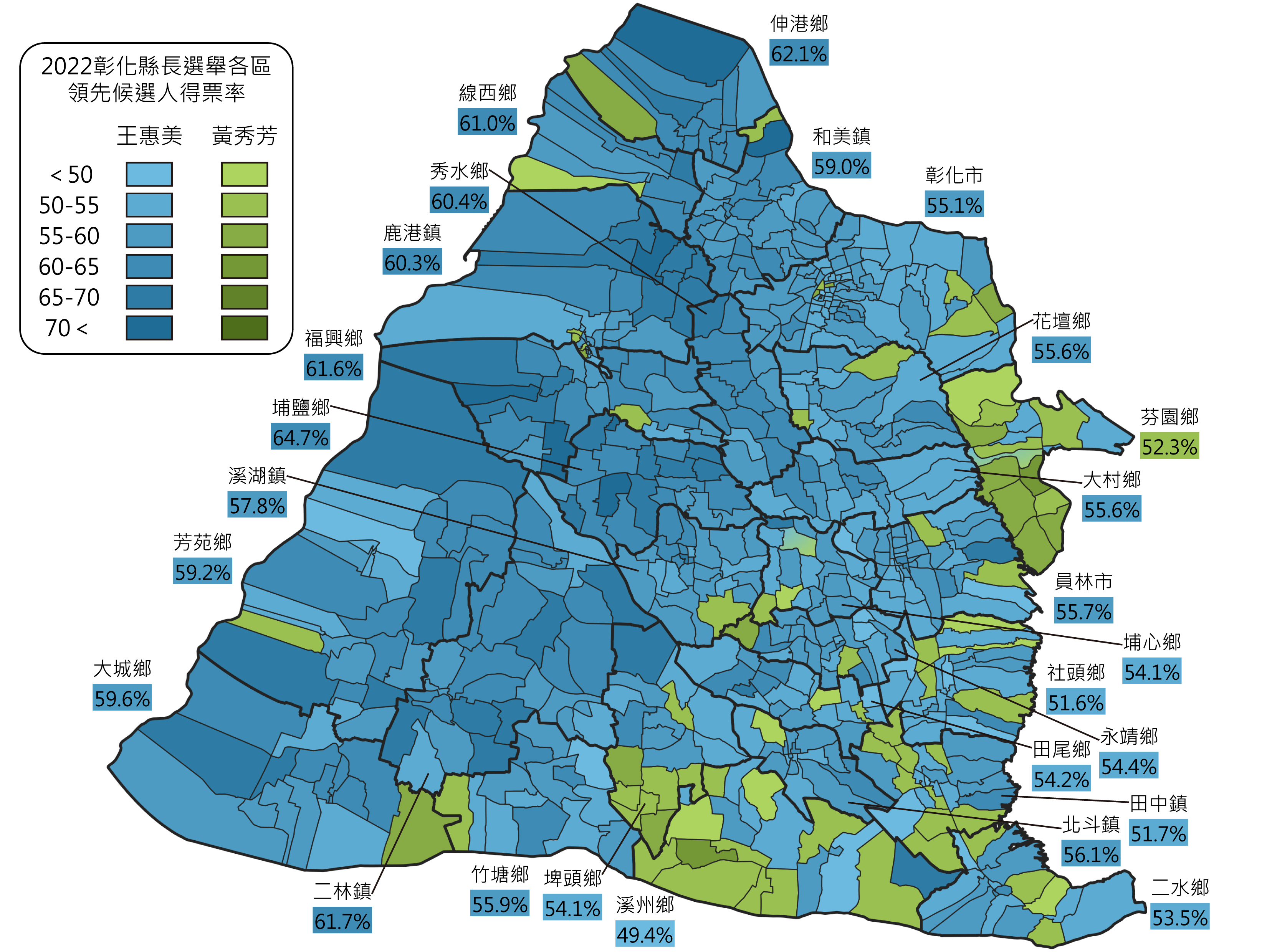
2022年彰化縣縣長選舉得票分布

2022年彰化縣議會席次分布

### 選民結構及政治勢力
彰化縣位於台灣中西部，乃臺灣本島面積最小、人口最多的縣份。該縣農、工業發達，有「台灣米倉」之美譽。在臺灣發展史上，該縣曾因鹿港而繁榮一時，唯日治時期後隨著總督府積極開發鄰近的臺中市，致使彰化政經地位日益下滑，人口開始外流。早期該縣政治勢力為藍大於綠，泛藍領先泛綠約5個百分點左右，現則呈現五五波。過去，彰化縣曾是黨外勢力長期存在與發展的地區。該現常被視為「南綠北藍」的重要政治版圖分界線。彰化縣的歷年選舉結果除了反映全國整體選情，各陣營於該縣的得票率也最接近全國平均，因此其與臺中市一樣具有歷年總統大選重要指標的地位。
由於彰化縣為臺灣河洛人比例最高的縣市，因此選民結構具有高度移動性。在歷年各項選舉中，藍綠陣營在該縣的得票率變動幅度相對明顯，反映出「民意如流水」的現況。就地區而言，鹿港、福興、秀水、芬園、永靖、埔心、二水、社頭、田尾、埤頭、竹塘、芳苑為該縣綠營優勢區，溪州則為綠營鐵票倉；彰化、和美、花壇、線西、伸港、埔鹽、二林、大城、員林為藍營優勢區，其餘鄉鎮選民政黨傾向移動性大，票源並不穩定。
除了藍綠政黨競爭以外，彰化縣的地方派系也山頭林立，主要分為紅、白、陳、林等4個派系，其中又以紅、白兩派勢力較為雄厚。就地域而言，紅、白兩派勢力主要集中在北彰化地區（彰化、和美、鹿港等地區）與南彰化的員林等地，而西南海線的二林則為陳、林兩派的勢力範圍。

### 歷年選情
在1980年代以前，彰化縣長期均由國民黨執政。雖然縣府由紅白兩派輪流主政，但由於本縣黨外力量發展較早，國民黨亦長期面臨反對運動的挑戰。在1981年彰化縣長選舉中，黨外律師黃石城以五成四的票數，領先國民黨提名的省合作社管理處長陳伯村。而在1985年中華民國縣市長選舉中，黃石城更以近九成的票數，成功獲得連任。在1989年中華民國縣市長選舉中，國民黨提名白派的省議員施松輝參選，不過最後仍敗給時任民進黨主席姚嘉文夫人周清玉。
在1993年中華民國縣市長選舉中，民進黨提名周清玉爭取連任，國民黨則提名時任法官阮剛猛。然而，由於周清玉任內府會關係惡劣，且民進黨彰化縣黨部主委鄭銀添竟公開倒向阮剛猛；最後因為泛綠分裂，而導致阮剛猛以六萬多票的差距勝出。國民黨也因而奪回失去十二年的彰化縣執政權。而在1997年中華民國縣市長選舉中，民進黨提名的翁金珠對上尋求連任的阮剛猛。此次選戰在競選過程中，阮剛猛民調一路穩定領先，但最後阮剛猛只以五千票微幅差距險勝翁金珠，保住了彰化縣的藍天。同時，翁金珠亦在過半的鄉鎮市獲得多數選票。
在2000年中華民國總統大選中，當時仍然由國民黨執政的彰化縣卻倒向陳水扁。在2001年中華民國縣市長選舉時，泛藍分裂，國民黨提名前內政部長葉金鳳參選，而親民黨則提名時任立委陳朝容夫人鄭秀珠參選。另一方面，民進黨則提名翁金珠捲土再戰。結果翁金珠順利當選，而民進黨票數甚至高過泛藍總得票數。在2004年中華民國總統大選中，陳水扁亦在彰化縣取得了過半票數。
2005年中華民國縣市長暨縣市議員選舉中，民進黨提名翁金珠競選連任，卓伯源則在國民黨內初選中勝出。經過國民黨內部數次協調，馬英九成功的勸退黨內初選失利的時任副議長蕭景田。此外，前親民黨立委謝章捷原本亦宣佈參選縣長，但在選前兩個月，為了泛藍整合而退選。最終，由於中央扁政府弊案連連且泛藍整合成功，而導致卓伯源以五成餘的票數領先原本泛綠基本盤穩、連任之路被看好的翁金珠。
2008年中華民國立法委員選舉中，國民黨提名的候選人在彰化縣境內的四個選區均成功當選，唯票數多不高，大多在四成餘左右。同年的2008年中華民國總統大選，馬英九則在彰化囊括五成餘之票數。在2009年中華民國縣市長暨縣市議員選舉中，國民黨提名卓伯源競選連任，民進黨則徵召時任立委翁金珠再批戰袍捲土重來，第四度參選縣長，最後卓伯源以五成餘之票數勝出。同日的2009年中華民國鄉鎮市長選舉中，民進黨候選人邱建富則成功當選彰化市長，拿下彰化的政經中樞。在2012年中華民國總統大選，馬英九在彰化縣以五成一的得票率領先。同日的2012年中華民國立法委員選舉中，彰化縣四席區域立委中，國民黨贏得三席，民進黨一席。同年4月的2012年鹿港鎮鎮長補選則由民進黨候選人黃振彥以超過七成的得票率當選。
2014年九合一選舉中，國民黨提名時任彰化市立委林滄敏參選，民進黨提名時任員林區立委魏明谷參選，而前縣長黃石城之女，曾擔任過台聯不分區立委的黃文玲亦宣布參選使得泛綠陷入分裂。原本外界看好林滄敏能延續藍天，然而由於國民黨初選裂痕漸漸浮上檯面，林氏無法獲得時任國民黨籍縣長卓伯源支持；加上中央馬政府執政政績欠佳拖累。最終魏明谷拿下38萬餘票以五成餘、10萬票差距領先得票第二的林滄敏，而黃文玲拿下4萬餘票，相隔9年後彰化縣再度變為綠地，邱建富亦達成民進黨首次連任彰化市長。而魏明谷在泛綠分裂的狀況下仍然締造民進黨有史以來在彰化最高得票率及得票數並在2015年彰化縣第四選舉區立法委員缺額補選中由陳素月順利保住民進黨當時彰化惟一一席立委。
2016年中華民國總統大選，英仁配以五成六的票數領先，朱玄配得票率則為二成九，而宋瑩配亦有一成五的票數。而在同日舉行的立委選舉，彰化縣四席區域立委中，民進黨贏得三席，國民黨一席。
2018年九合一選舉，國民黨整合成功，由立委王惠美代表出征，民進黨時任縣長魏明谷因施政不利，民進黨中央政府不得民心，韓流風潮影響，連任失利。王以37.7萬餘票領先魏28.3萬餘票，另外黃文玲則獲進5萬票。縣議會選舉國民黨獲得28席單獨過半順利連任正副議長，民進黨提名失誤、選情不利僅得12席，時力在第二選區(彰化市、花壇、芬園)獲得1席。鄉鎮市長民進黨亦慘敗，僅驚險保住彰化市和少數鄉長，失去所有鎮長和員林市長席位，2019年彰化縣第一選舉區立法委員缺額補選民進黨前鹿港鎮長黃振彥亦敗給卓伯源支持的國民黨前副縣長柯呈枋。

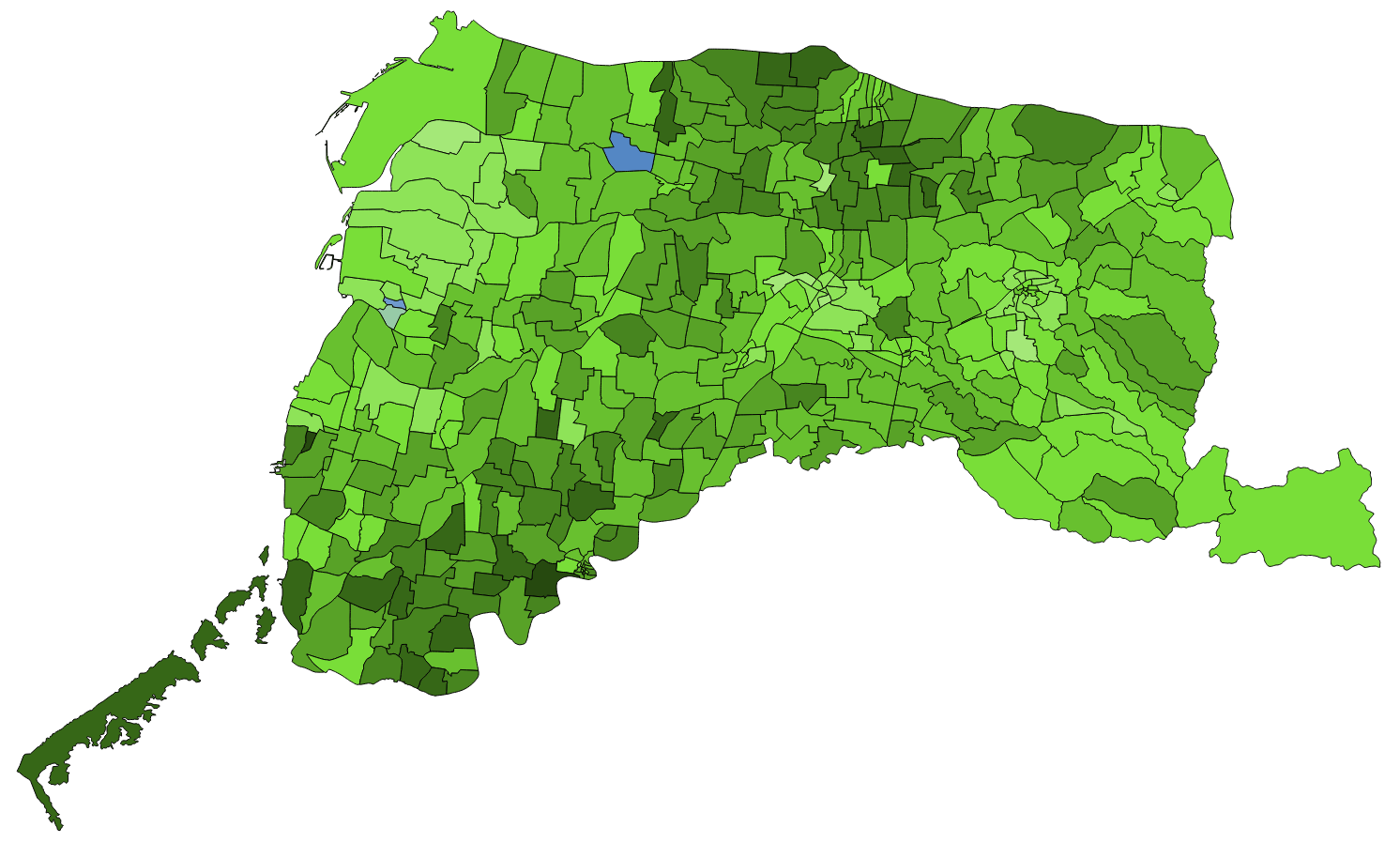
2020 雲林縣總統選舉各里得票

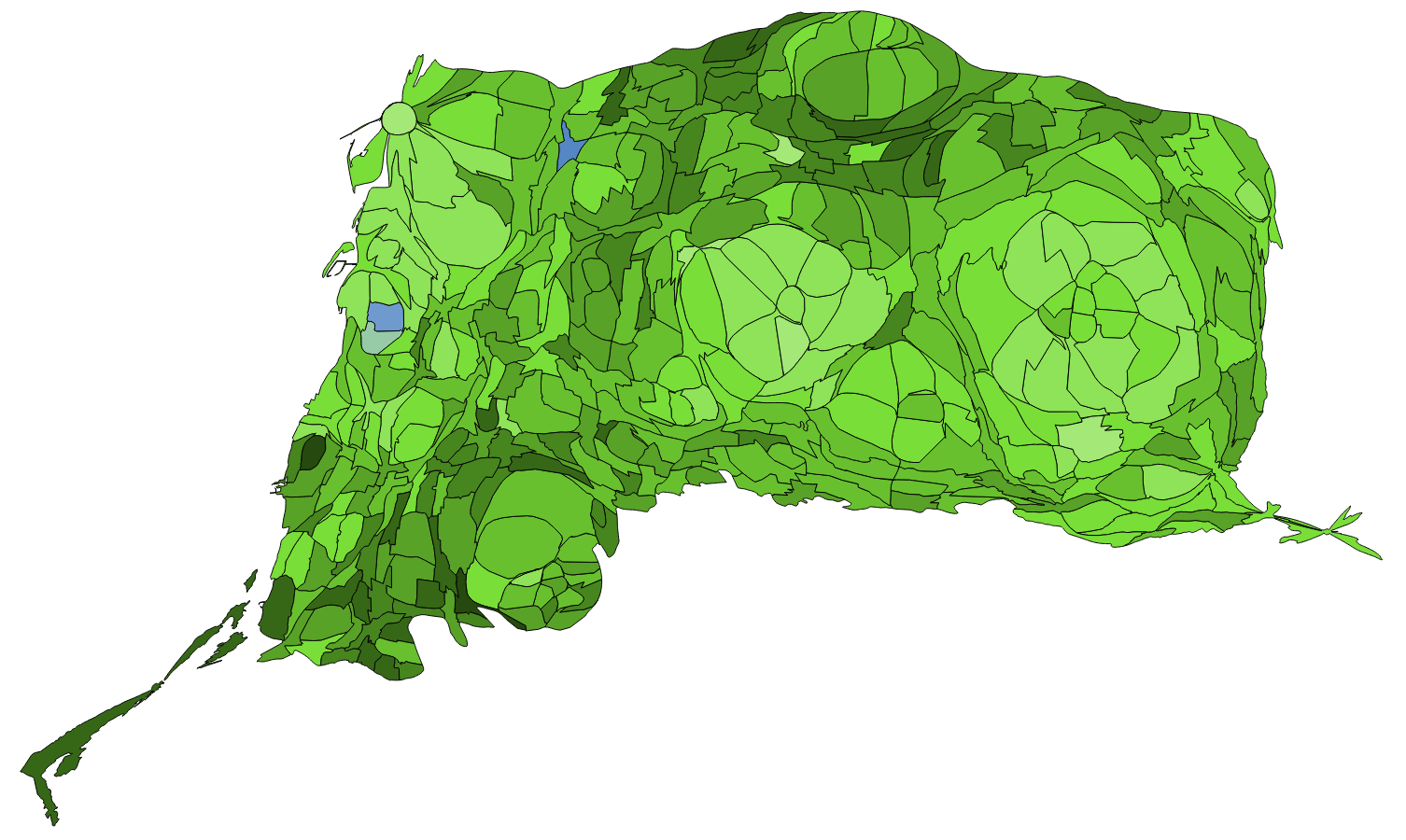
2020 雲林縣總統選舉各里得票人口變形圖

而民主進步黨在彰化縣最高得票率在2020年中華民國總統選舉，由英德配以五成七的票數領先。中國國民黨在彰化縣最高得票率則在2008年中華民國總統選舉，由馬蕭配獲得五成八的票數領先。而四席立委，國民黨失去第一選區、拿下第三選區，故國民兩黨仍各維持一席、三席，但四席全是女性。
在2021年四大公投中，泛綠所主張的不同意，約勝泛藍所主張的同意4個百分比。(四項平均)
在2022年中華民國直轄市長及縣市長選舉中，國民黨王惠美以37萬票連任，而民進黨黃秀芳僅在芬園鄉領先。

## 南投縣

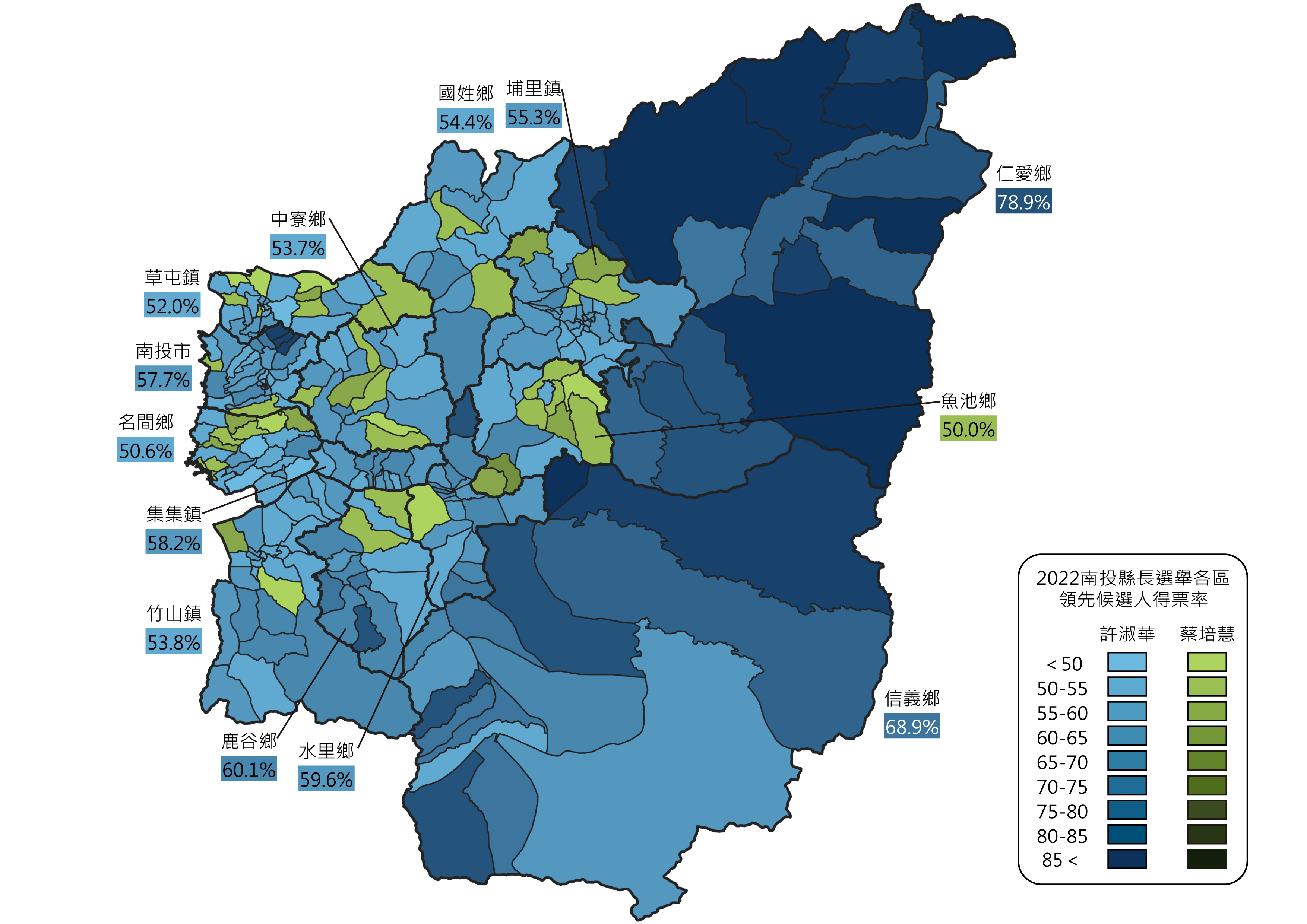
2022年南投縣縣長選舉得票分布

2022年南投縣議會席次分布

### 選民結構及政治勢力
南投縣位於台灣中部，乃全國唯一不臨海的內陸縣份，縣內的中興新村為台灣省政府所在地。在族群結構上，該縣主要為河洛人，原住民人口也較為集中，外省人比例則較低。早期該縣選民結構為藍大於綠，泛藍領先泛綠約5個百分點左右，泛藍在各項選戰中的得票率也皆領先泛綠，現則近於呈現藍綠五五波的情勢。就地區而言，名間、竹山為該縣綠營優勢區，中寮、魚池則是藍綠勢均力敵，其餘地區皆為藍營優勢區，其中信義為鐵票倉，在仁愛擁有絕對優勢。
該縣泛藍得票率較為穩定，泛綠則表現較不穩定。由於泛綠長期面臨內部整合問題，選舉經常呈現分裂狀態。然而，該縣曾於1990年代末期起，連續八年由綠營執政。而整體而言，該縣無黨籍人士得票亦占有相當比率，其中縣議員及鄉鎮市長選舉皆占五成以上，顯示該縣縣民投票並非以政黨為主要前提

### 歷年選情
在1990年代以前，南投縣長期均由國民黨執政。在1995年中華民國立法委員選舉中，民進黨以過半票數拿下南投縣三席立委中的兩席，而國民黨則以三成六的票數獲得一席立委。1997年中華民國縣市長選舉中，時任綠委彭百顯脫黨參選，以數千票差距領先民進黨提名的林宗男及國民黨提名的許惠祐，成功當選縣長，而泛綠的總得票率亦超過六成。然而，2000年中華民國總統大選時，南投縣選民卻倒向宋楚瑜。
2001年中華民國縣市長選舉時，除彭百顯有意競選連任外，民進黨、親民黨及國民黨分別提名時任立委林宗男、陳振盛與時任集集鎮鎮長林明溱。結果，林宗男以三成七的票數勝出，領先了得票兩成餘的陳振盛、近兩成的林明溱及一成六的彭百顯。而在2004年中華民國總統大選中，連戰在南投縣取得了五成一的票數，而陳水扁則得到四成九的票數。
在2005年中華民國縣市長暨縣市議員選舉前的民進黨內初選時，有意連任的林宗男竟敗給時任立委蔡煌瑯，民進黨遂提名蔡，但林仍脫黨參選到底。而國民黨則提名時任南投市市長李朝卿，同黨的林明溱雖以無黨派登記，但最後以「競而不選」的方式幫助李朝卿競選。當時已是無黨派的陳振盛原亦有意參選，但最後在泛藍整合下退出。最終，因為泛綠分裂，而導致李朝卿當選縣長，但泛綠的總得票率卻仍然過半。
2008年中華民國立法委員選舉中，國民黨提名的候選人在南投縣境內的兩個選區均成功當選。其中在第一選區參選連任、時任國民黨秘書長吳敦義獲得六成七的票數，而在第二選區參選的林明溱則獲得五成八票數。同年總統大選，馬英九在南投亦取得六成票數。在2009年中華民國縣市長暨縣市議員選舉中，國民黨提名的李朝卿則以五成一的票數領先民進黨提名的李文忠，當選連任。另外，由於南投縣第一選區原任立委吳敦義於2009年9月10日就任行政院院長，其立委遺缺之2009年南投縣第一選區立法委員補選與此選舉同時舉行，由國民黨候選人馬文君以五成餘票數勝出。而在2011年初所舉行的2011年南投縣草屯鎮鎮長補選，民進黨徵召的前南投農田水利會長洪國浩以十九票微幅之差險勝，而國民黨則在「閣揆故鄉保衛戰」中失守。
在2012年中華民國總統大選時，馬英九在南投縣以五成五的得票率領先。同日的2012年中華民國立法委員選舉時，國民黨提名的候選人在南投縣境內的兩個選區均成功當選。
2014年九合一選舉中，由國民黨時任濁水溪線立委林明溱對決民進黨捲土重來重披戰袍的李文忠，時任國民黨縣長李朝卿夫人簡素端及前親民黨立委陳振盛原有意參選，然最終皆退選使得選情漸趨穩定。雖然李文忠在開票前夕亦成功整合曾為民進黨籍的前縣長彭百顯及林宗男勢力支持，但未能即時發酵。選舉結果林明溱以5000多票差距勝出，保住中部唯一藍天，國民黨並於2015年南投縣第二選舉區立法委員缺額補選由許淑華保住第二選區立委席次。
2016年中華民國總統大選，由英仁配以五成二的票數領先，朱玄配得票率則為三成二，而宋瑩配亦有一成六的票數。而在同日舉行的立委選舉，國民黨提名的候選人在南投縣境內的兩個選區均成功當選。
2018年九合一選舉，時任國民黨籍縣長林明溱挾現任優勢和有利環境獲得超過2/3的19萬餘票順利連任，民進黨參選人洪國浩僅得9萬餘票。縣議會選舉國民黨在37席中得17席和正副議長，民進黨則佔有8席。
近年來民主進步黨在南投縣最高得票率在2016年中華民國總統選舉，由英仁配獲得五成二的票數領先。中國國民黨在南投縣最高得票率則在2018年南投縣長選舉，由林明溱獲得六成七的票數成功連任。
在2021年四大公投中，泛藍所主張的同意，約勝泛綠所主張的不同意8個百分比。(四項平均)
在2022九合一選舉，國民黨推出由初選勝出的許淑華，對上民進黨的蔡培慧，最後許淑華當選。不過在隔年的立法委員補選最後由民進黨籍的蔡培慧當選，這是民進黨自2008年以來首度取得南投縣的區域立委席次。

## 雲林縣

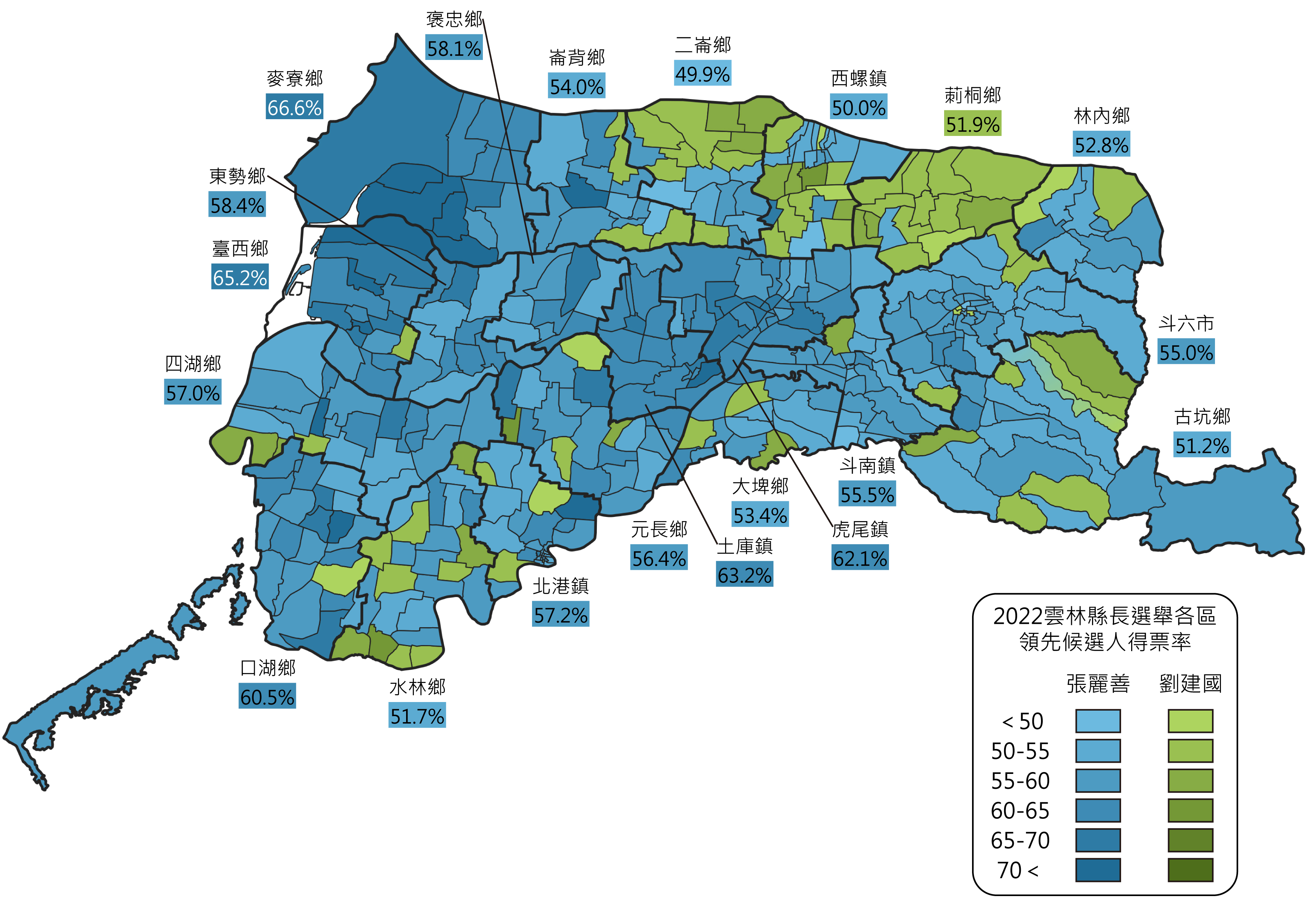
2022年雲林縣縣長選舉得票分布

2022年雲林縣議會席次分布

### 選民結構及政治勢力
雲林縣位於台灣中南部的嘉南平原，河川縱橫，乃全國農業產值最高的縣市。由於該縣工商業規模在臺灣西部各縣市中較小，因此長期面臨青壯年人口外移的問題。早期該縣長年由藍營執政，現則已由藍翻綠，泛綠領先泛藍約10幾個百分點左右。就地區而言，臺西為該縣的藍營優勢區，麥寮、虎尾、斗六則是藍綠勢均力敵，其餘地區皆為綠營優勢區，其中口湖、水林、北港、元長、二崙、西螺、莿桐、大埤、古坑為鐵票倉。
雲林縣的地方派系勢力龐大，政治力量也較為複雜，主要分為林、許、廖、福等四大派系。唯近年隨著許、廖、福三派核心人物逐漸退出政壇，泛藍內部已漸漸恢復遴派獨霸局面，其中林派的張榮味系統地方勢力強大，在山線、海現皆有一定的基礎。早期，雲林縣的黨外勢力曾在地方政壇扮演重要角色，也因此被認為是黨外勢力發源地之一。該縣的選舉史上，黨外香火不斷，自1950年代首屆省議員選舉起至1998年凍省為止，除了第四、五屆省議員以外，其餘屆次該縣皆有黨外人士擔任省議員，而包括朱高正、李萬居、廖文毅、蘇東啟、蘇洪月嬌等多位民運先驅皆來自該縣。2005年，泛綠更進一步入主縣府，基層勢力不斷發展壯大。傳統上，黨外及泛綠的票源在山線較為集中。

### 歷年選情
在1950年－1951年中華民國縣市長選舉時，共有兩位國民黨候選人吳景徽、廖昆金。在八成五的投票率，吳景徽以五成三票數當選。在1954年中華民國縣市長選舉中，僅有吳景徽一人同額競選，投票率達七成五。在1957年中華民國縣市長選舉中，共有兩位國民黨候選人，前嘉義縣長林金生、前雲林縣議長王吟貴。在八成一的投票率，林金生以六成二票數勝出。
在1960年中華民國縣市長選舉時，尋求連任的林金生，對上黨外的蘇東啟二人。蘇當時為青年黨雲林縣黨部主委，但青年黨和民社黨要求蔣中正政府開放在野黨參與政黨推薦投開票所管理員和監察員，遭到拒絕，宣布退出選舉抵制，不提名候選人，因此蘇僅能以個人身份參選。國民黨籍但未獲提名的黃文斗原脫黨登記參選，但競選過程中退選。本屆投票率達七成四，開票結果林金生以五成四的票數順利連任。但因出現許多投票所外被民眾發現不明查封選票，並且當時交通不便的古坑投票率竟有八成八等現象，許多民眾和蘇東啟支持者皆認為選舉不公。
1964年中華民國縣市長選舉中，僅有國民黨廖禎祥一人同額競選，投票率亦不合理地高達九成二。在1968年中華民國縣市長選舉中，尋求連任的廖禎祥，對上無黨籍的黃文斗二人對決的局面。本屆投票率又不合理地偏高達八成一，廖禎祥則以六成七的票數高票當選。在1972年中華民國縣市長選舉時，僅有國民黨的林恆生一人同額競選，投票率達六成七。在1977年中華民國縣市長選舉時，尋求連任的林恆生，對上無黨籍的黃蔴。本屆投票率達七成六，林恆生以五成七的票數順利連任。在1989年中華民國縣市長選舉中，國民黨提名的廖泉裕以六成餘的票數，領先甫成立的民進黨提名的廖大林。在1993年中華民國縣市長選舉中，國民黨提名廖泉裕爭取連任，而民進黨則提名曾自黨外時期起連任四屆十七年的雲林省議員蘇洪月嬌。最後，廖僅以八千票微幅之差險勝蘇。
1997年中華民國縣市長選舉時，國民黨提名的蘇文雄以三千餘票微幅之差險勝無黨籍時任雲林縣議長張榮味，民進黨提名的廖大林則與蘇、張兩人有約兩萬票差距。1999年，蘇文雄因肝癌逝世，縣長補選由時任總統李登輝屬意的張榮味當選，其票數領先國民黨提名時任縣黨部主委的張正雄及民進黨提名的林中禮。選後，張榮味決定加入國民黨。然而在2000年中華民國總統大選時，當時仍然由國民黨執政的雲林縣卻倒向陳水扁，陳呂配在雲林縣的得票率甚至高過台南市、高雄市、屏東縣等縣市的得票率。2001年中華民國縣市長選舉時，獲國民黨提名的張榮味以六成餘的票數領先民進黨提名的時任國代林樹山，成功連任。
2003年底，宋楚瑜有次路經雲林，並向已回復無黨籍身分的張榮味下跪，為雲林的預算被省府刪除一事道歉。當時張尚未決定是否於2004年中華民國總統大選支持連宋，不過最後張選擇替連宋輔選。儘管如此，在2004年中華民國總統大選中，陳水扁仍然在雲林縣拿下六成餘的票數。在2004年中華民國立法委員選舉前一日，張榮味被捕入獄，而以無黨籍的身分參選立委的張榮味胞妹張麗善則高票當選。此外，民進黨在雲林縣的政黨得票率依舊保持領先，並拿下兩席立委；而國民黨亦獲得兩席立委，其餘一席則由同屬泛綠的台聯取得。由於張榮味被判入獄三個月以上，內政部將其停職，並指派前基隆市長李進勇代縣長。
2005年中華民國縣市長暨縣市議員選舉時，國民黨、民進黨分別提名時任立委許舒博與蘇治芬參選，最後蘇治芬以五成餘票數當選，成為第一位民進黨籍雲林縣長。2008年中華民國立法委員選舉中，國民黨提名的張嘉郡在海線選區以五成餘的票數領先參選連任的陳憲中，國民黨山線選區候選人張碩文則因同時有民進黨提名時任雲林縣議員劉建國及遭台聯開除黨籍的尹伶瑛參選連任導致泛綠分裂，而以近五成但未過半的票數當選。儘管國民黨兩席立委均勝選，但在同年的2008年中華民國總統大選中，馬英九在雲林縣的得票率卻仍然落後謝長廷。
在2009年雲林縣第二選區立法委員補選中，民進黨候選人劉建國以將近六成的票數勝出。而在2009年中華民國縣市長暨縣市議員選舉中，民進黨徵召的蘇治芬則以六成五的票數成功獲得連任，並且在雲林縣的二十個鄉鎮市中全數獲勝。在2012年中華民國總統大選時，蔡英文在雲林縣以五成六的得票率領先。而在同日舉行的2012年中華民國立法委員選舉中，國民黨提名的張嘉郡在海線選區以一千多票微幅之差險勝，而民進黨提名的劉建國則在山線選區以六成餘的票數當選。
2014年九合一選舉中，民進黨提名前雲林代理縣長、前基隆市長李進勇參選；國民黨則提名前雲林立委張麗善參選。而前國民黨立委許舒博胞弟許舒翔曾有意參選，唯最終並未登記使得本屆選舉呈現藍綠對決局面，由於初選過程有些許雜音，民進黨時任山線立委劉建國在選戰中期並未積極支持同黨候選人李進勇，使得選戰期間李張二人民調一度僵持不下。然而選戰後期，劉建國出面為李進勇站台，以及反國民黨文宣奏效，也使得選情漸趨明朗。最終李氏以五成七的得票率，5萬多票的差距勝出。保住雲林這片綠地。
在2016年中華民國總統大選，英仁配在雲林縣以六成三的票數領先，朱玄配得票率兩成五，而宋瑩配亦有一成二的票數。而在同日舉行的立委選舉，民進黨提名的候選人在雲林縣境內的兩個選區均成功當選。
2018年九合一選舉儘管選前多份民調皆顯示民進黨時任縣長李進勇以些微差距領先，但因其過去4年任內未能有效處理農民生計問題，導致農產品的售價過低農民血本無歸，所以滿意度始終不佳，再加蘇治芬與李進勇反目成仇、中央施政不力拖累、韓流衝擊，導致李以16萬餘票敗給國民黨立委張麗善的21萬餘票。張派及韓國瑜之妻李佳芬本來在雲林就有一定聲望，韓國瑜在北農總經理任內關注雲林果菜市場，此次亦大力輔選。張家終於在十三年後再次取得雲林縣政權。縣議會選舉則由國民黨獲得7席和議會議長，民進黨獲得12席和副議長，台聯和時力各得1席，無黨籍以22席佔多數。另外雲林縣治斗六市由國民黨林聖爵當選持續該黨在斗六的執政。
在2020年中華民國總統大選，選民結構再度翻轉，英德配在雲林縣以六成二的票數領先，韓張配得票率三成五，而宋余配僅有不足4%的得票率。而在同日舉行的立委選舉，民進黨提名的候選人在雲林縣境內的兩個選區均成功當選。
近年來民主進步黨在雲林縣最高得票率在2009年雲林縣長選舉，由蘇治芬獲得六成五的票數成功獲得連任。中國國民黨在雲林縣最高得票率則在2001年雲林縣長選舉，由張榮味獲得六成二的票數成功連任。
在2021年四大公投中，泛綠所主張的不同意，約勝泛藍所主張的同意15個百分比。(四項平均)
在2022年中華民國直轄市長及縣市長選舉中，國民黨張麗善以20萬票連任，而民進黨劉建國僅在莿桐鄉領先。

### 文獻
1. ↑  《都市及區域發展統計彙編》內容簡介，行政院經濟建設委員會官方網站 的存檔，存档日期2007-10-14.
2. 1 2 3 4 5  林清察 2006.
3. ↑  郝蘇朱蔡民調藏玄機 中間決勝負？ （页面存档备份，存于），國家政策研究基金會特約研究員 李華球，2010年7月20日
4. ↑  給馬英九謝長廷數選票 的存檔，存档日期2008-05-02.，開放雜誌，
5. ↑  空降或空轉？林佳龍叫陣胡志強 （页面存档备份，存于），中時電子報，2005年
6. ↑  謝長廷：將退出政壇[永久]，大公報
7. ↑  .   [2019-01-07]. （原始内容存档于2015-01-09）.
8. ↑  . 2025 台灣選舉地理-縣市選民結構篇：第三勢力的破壞效應.   [2025-07-05].
9. 1 2 3 4 5 6  苗栗》傅綠合 變成票房毒藥 的存檔，存档日期2013-12-05.，聯合新聞網
10. 1 2 3 4 5 6 7 8 9 10 11 12 13 14 15  王建民 2003.
11. 1 2 3 4 5 6 7 8 9 10 11 12 13 14 15 16 17 18 19 20 21 22 23 24 25 26 27 28 29 30 31 32 33 34 35 36 37 38 39 40 41 42 43 44 45 46 47 48 49 50 51 52 53 54 55 56 57 58 59 60 61 62   中選會資料庫網站 的存檔，存档日期2004-09-08.，中央選舉委員會
12. ↑  現任立委首例 藍委李乙廷當選無效 （页面存档备份，存于），大紀元
13. ↑  劉政鴻連任苗栗縣長機會大　楊長鎮火力四射求翻盤，NOWnews
14. 1 2 3 4 5  .   [2022-07-04]. （原始内容存档于2022-07-06）.
15. ↑  改制計畫內容大綱 的存檔，存档日期2010-01-09.，台中縣市合併專屬網站
16. 1 2  戰後台中縣的地方派系與縣政發展 （1951～2005） 的存檔，存档日期2014-10-06.，王靜儀，中興大學歷史學系所
17. ↑  政黨、派系與選舉關係之研究：台中市長、市議員及立委選舉之分析（2001-2002年） （页面存档备份，存于），林政緯，政大機構典藏
18. 1 2  《重修台灣省通志》＜卷八．職官志第一冊-文職表篇＞，劉寧顏，台灣省文獻委員會，1993年
19. ↑  二○○四年立委選後政治局勢評估 的存檔，存档日期2011-07-15.，內政組助理研究員  陳朝政，國政研究報告
20. ↑  中縣》邱太三 - 參選人檔案 的存檔，存档日期2014-10-06.，聯合新聞網
21. 1 2  《中華民國選舉概況》，中央選舉委員會
22. ↑  張溫鷹勤耕耘　中市「綠」意盎然 （页面存档备份，存于），中時電子報
23. ↑  焦點人物專訪(六)--張溫鷹 的存檔，存档日期2010-06-25.，中時電子報
24. ↑  民調比一比 的存檔，存档日期2009-01-08.，中時電子報
25. 1 2  選情超緊繃 最後三天泛藍將有「秘密武器」？ 的存檔，存档日期2010-11-26.，中時電子報
26. 1 2  【彰化選舉戰報】得彰化者得天下 五％拚輸贏 （页面存档备份，存于），新新聞
27. 1 2  彰化縣選民結構分析 的存檔，存档日期2016-08-15.，彰化縣主計處
28. ↑  《中華民國選舉概況》，中央選舉委員會
29. ↑  [彰投變天 派系組織歸位 卓伯源勝出，中國時報，2005年12月04日
30. ↑  第十二屆縣市長選舉 （页面存档备份，存于），選舉研究中心
31. 1 2  朝野易位攻防 指標性縣市各有斬獲 的存檔，存档日期2013-12-06.，新台灣新聞週刊
32. ↑  彰化縣長選舉藍綠對決 卓伯源挑戰翁金珠 （页面存档备份，存于），大紀元
33. ↑  議長整合國民黨協助卓伯源當選府會關係更和諧 （页面存档备份，存于），中央通訊社
34. ↑  謝章捷退選 馬英九卓伯源欽佩 翁金珠不置評 （页面存档备份，存于），大紀元
35. ↑  彰化》翁金珠拚4年 中央一夕敗光[永久]，聯合新聞網
36. 1 2  南投縣選民結構分析 （页面存档备份，存于），南投縣政府主計處
37. 1 2 3  泛綠票罩黑雲 陳青天苦戰 （页面存档备份，存于），中國時報
38. ↑  雲林縣選民結構分析，雲林縣主計處
39. 1 2 3 4 5 6  《中華民國選舉概況》，中央選舉委員會，1984年
40. ↑  宋楚瑜下跪縣長尷尬[永久]，蘋果日報
41. ↑  張榮味偏「藍」 後效有待觀察 （页面存档备份，存于），新台灣新聞週刊
42. ↑  ETFM 麻辣特區／張榮味是朱安雄事件的翻版！，NOWnews
43. ↑  李進勇探視張榮味宣布副縣長林源泉出任 （页面存档备份，存于），大紀元

### 書目
- 劉寧顏. . 卷八．職官志第一冊-文職表篇. 南投市: 臺灣省文獻委員會. 1993 （中文（臺灣））.
- . 臺北市: 國立編譯館 （中文（臺灣））.
- 林清察. . 秀威資訊出版社. 2006 （中文（臺灣））.
- 王建民. . 當代世界出版社. 2003. ISBN 978-78-0114-935-0 （中文（中国大陆））.

## 外部連結
- 中央選舉委員會選舉資料庫